# Marvin Schlatter
Marvin Schlatter (* 25. August 1996 in Köln) ist ein deutscher Sänger und Schauspieler.
Er wurde bekannt als MC und Keyboarder der deutschen Kinderband Apollo 3, die er zusammen mit Henry Horn und Dario Flick im Jahr 2006 gründete.
Seine erste große Rolle als Schauspieler hatte er im Jahr 2010 im Fußballfilm Teufelskicker an der Seite von Diana Amft, Benno Fürmann, Reiner Schöne, Armin Rohde sowie seinen zwei Bandkollegen Dario Flick und Henry Horn.
Bei der Kinder- und Jugendserie Schloss Einstein war er Jurymitglied für Apollo 3.